# Мухаммад, Шаббир
Шаббир Хуссейн Мухаммад (англ. Shabbir Hussain Muhammad, 3 марта 1978, Саргодха, Пакистан) — пакистанский хоккеист (хоккей на траве), нападающий. Участник летних Олимпийских игр 2004 года.

## Биография
Шаббир Мухаммад родился 3 марта 1978 года в пакистанском городе Саргодха.
Играл в хоккей на траве за ВАПДА из Лахора.
В 2000 году дебютировал в сборной Пакистана.
Трижды был бронзовым призёром Трофея чемпионов — в 2002, 2003 и 2004 годах.
В 2002 году завоевал бронзовую медаль хоккейного турнира Игр Содружества в Манчестере, в 2006 году — серебряную медаль на Играх Содружества в Мельбурне.
В 2004 году вошёл в состав сборной Пакистана по хоккею на траве на летних Олимпийских играх в Афинах, занявшей 5-е место. Играл на позиции нападающего, провёл 7 матчей, забил 2 мяча (по одному в ворота сборных Великобритании и Индии).